# Самсонов, Сергей Викторович
Серге́й Ви́кторович Самсо́нов (род. 27 октября 1978, Москва) — российский хоккеист, крайний нападающий, бронзовый призёр Олимпийских игр 2002 года в составе сборной России. В НХЛ наиболее известен по выступлениям за клубы «Бостон Брюинз» и «Каролина Харрикейнз», также играл за команды «Эдмонтон Ойлерз», «Монреаль Канадиенс», «Чикаго Блэкхокс» и «Флорида Пантерз». За карьеру провёл в НХЛ 888 матчей и набрал 571 очко. В России выступал за ЦСКА и московское «Динамо». После окончания карьеры работал скаутом клуба «Каролина Харрикейнз».

## Карьера
В возрасте 17 лет был одним из лидеров ЦСКА в сезоне 1995/96 Межнациональной хоккейной лиги, забросив 21 шайбу в 51 матче.
В 1997 году оценивался как самый перспективный молодой европейский хоккеист по версии журнала «Хоккей» и скаутского агентства «Red Ace». На драфте НХЛ 1997 года был выбран в 1-м раунде под общим 8-м номером клубом «Бостон Брюинз». 9 марта 2006 года обменян в «Эдмонтон Ойлерз». 12 июля 2006 года как неограниченно свободный агент подписал контракт с «Монреаль Канадиенс». В июне 2007 года был обменян в «Чикаго Блэкхокс», а в январе 2008 года выставлен на драфт отказов. 8 января того же года Самсонов перешёл в «Каролина Харрикейнз». 28 февраля 2011 года был обменян во «Флориду Пантерз».
С 2014 года является про-скаутом клуба НХЛ «Каролина Харрикейнз».
В 2002 году стал автором известного «гола-фантома» в полуфинале Олимпийских игр против сборной США.

## Награды и достижения
- Чемпион юниорского чемпионата Европы 1996 года.
- Бронзовый призёр молодёжного чемпионата мира 1996 года.
- Бронзовый призёр молодёжного чемпионата мира 1997 года.
- Вошёл в символическую сборную молодёжного чемпионата мира 1997 года.
- Обладатель Gary F. Longman Memorial Trophy как лучший новичок ИХЛ сезона 1996/97 в составе клуба «Детройт Вайперс»
- Обладатель Колдер Трофи как лучший новичок НХЛ сезона 1997/98 в составе клуба «Бостон Брюинз»
- Участник матча «Всех звёзд» НХЛ 2001 года.
- Бронзовый призёр Олимпиады, 2002 (сборная России)
- Заслуженный мастер спорта России (2002)
- Чемпион России в составе московского «Динамо» сезона 2004/05.

## Статистика
| Легенда | Легенда                    | Легенда | Легенда                   | Легенда | Легенда    |
| ------- | -------------------------- | ------- | ------------------------- | ------- | ---------- |
| И       | Количество проведённых игр | Штр     | Штрафное время            | +/−     | Плюс-минус |
| Г       | Голы                       | П       | Голевые передачи          | О       | Очки       |
| -       | Статистика неизвестна      | —       | Статистика не учитывалась |         |            |